# Барби (поредица)
„Барби“ е компютърно-анимационна поредица, по идея на „Mattel“ и се разпространява от „Maniframe Entertainment“, „Rainmaker Entertainment“ и „Universal Pictures“, началото на първия епизод на филма „Барби в Лешникотрошачката“. Поредицата се режисират на Оуен Хърли, Уилям Лау, Уолтър П. Мартишиус, Конрад Хелтън, Джино Никеле, Грег Ричардсън, Адам Л. Ууд и др. В главната роля на героинята Барби е Кели Шеридън.
В българския дублаж от 2001-2005 г. се озвучава от Петя Абаджиева, а от 2008 г. от Христина Ибришимова.

## Барби в Лешникотрошачката(2001)
„Барби в Лешникотрошачката“ (на английски: Barbie in the Nutcracker) е американски анимационен филм от 2001 г. Той е първия филм от поредицата Барби. Филмът излиза на VHS и DVD през 23 октомври 2001 г.

#### Синхронен дублаж
| Роля             | Изпълнител             |
| ---------------- | ---------------------- |
| Барби, Клара     | Петя Абаджиева         |
| Войника, Ерик    | Александър Воронов     |
| Мишока           | Станислав Пищалов      |
| Пим              | Кирил Бояджиев         |
| Майор Мента      | Марин Янев             |
| Капитан Захар    | Кристиян Фоков         |
| Меденка          | Елена Радева           |
| Карамелчо        | Христо Михайлов        |
| Дядо Дроселмайер | Марин Янев             |
| Елизабет         | Тамара Войс            |
| Томи             | Иван-Александър Иванов |
| Шели             | Елена Радева           |
| Прислужница      | Даринка Митова         |

### Barbie
| Обработка           | Доли Медия Студио |
| ------------------- | ----------------- |
| Превод              | Евгени Павлов     |
| Режисьор на дублажа | Даниела Горанова  |
| Адаптация           | Наталия Пенева    |

## Барби в Рапунцел(2002)
„Барби в Рапунцел“ (на английски: Barbie as Rapunzel е американски анимационен филм от 2002 г. Той е втория филм от поредицата Барби. Филмът излиза на VHS и DVD през 30 септември 2002 г.

#### Синхронен дублаж
| Роля                | Изпълнител         |
| ------------------- | ------------------ |
| Барби/Марулка       | Петя Абаджиева     |
| Готел               | Тамара Войс        |
| Пенелопе            | Светлана Смолева   |
| Хоби/Крал Вилхелм   | Кристиян Фоков     |
| Принц Стефан        | Александър Воронов |
| Хюго/Крал Вилхелм   | Марин Янев         |
| Ото                 | Георги Тодоров     |
| Дебел войник/Хлебар | Станислав Пищалов  |
| Кели/Катрина        | Елена Радева       |
| Страж               | Станислав Пищалов  |
| Мелоди              | Царина Юхновска    |
| Тънък войник/Златар | Тодор Георгиев     |
| Томи                | Христо Михайлов    |
| Лорена              | Ирена Янкова       |
| Продавачка          | Петя Миладинова    |

### Barbie
| Обработка | Доли Медия Студио |
| --------- | ----------------- |

## Барби в лебедово езеро(2003)
„Барби в лебедово езеро“ (на английски: Barbie in Swan Lake) е американски анимационен филм от 2003 г. Това е третият филм от поредицата Барби. Филмът излиза на VHS и DVD през 30 септември 2003 г.

#### Синхронен дублаж
| Роля                                | Изпълнител           |
| ----------------------------------- | -------------------- |
| Барби, Одета                        | Петя Абаджиева       |
| Лайла, Мари                         | Весела Хаджиниколова |
| Ротбарт                             | Марин Янев           |
| Даниел                              | Александър Воронов   |
| Царицата на феите                   | Тамара Войс          |
| Одилия                              | Живка Донева         |
| Еразъм                              | Георги Тодоров       |
| Карлита                             | Валерия Живкова      |
| Иван, Масовка                       | Кирил Бояджиев       |
| Бащата, Търговец, Масовка           | Кристиян Фоков       |
| Реджи, Як селянин, Масовка, Гарвани | Тодор Георгиев       |
| Кралицата, Масовка                  | Наталия Бардская     |
| Кели                                | Елена Радева         |

## Barbie
| Обработка    | Доли Медия Студио                    |
| ------------ | ------------------------------------ |
| Тонрежисьори | Валерия Крачунова Цветелина Цветкова |

## Барби в принцесата и бедното момиче(2004)
„Барби в принцесата и бедното момиче“ (на английски: Barbie in Princess and the Pauper) е американски анимационен филм от 2004 г. Това е четвъртият филм от поредицата Барби. Филмът излиза на VHS и DVD през 28 септември 2004 г.

#### Синхронен дублаж
| Роля                  | Изпълнител            |
| --------------------- | --------------------- |
| ПРИНЦЕСА АНАЛИС/ЕРИКА | Петя Абаджиева        |
| КРАЛ ДОМИНИК          | Александър Воронов    |
| ДЖУЛИАН               | Кирил Бояджиев        |
| ПРЕМИНДЖЪР            | Георги Тодоров        |
| СЕРАФИНА              | Александра Грънчарова |
| УЛФИ                  | Румен Угрински        |
| КРАЛИЦАТА             | Даринка Митова        |
| МАДАМ КАРП            | Анимари Димитрова     |
| НИК                   | Кирил Янчулев         |
| НАК                   | Николай Пърлев        |
| МИДАС                 | Христо Бонин          |
| ПОСЛАНИК              | Николай Пърлев        |
| ХЪРБИ                 | Христо Узунов         |
| БЪРТИ                 | Весела Хаджиниколова  |
| ЛАКЕЙ                 | Румен Угрински        |
| ПРИСЛУЖНИЦА           | Мина Костова          |
| СТРАЖ 1               | Илия Иванов           |
| СТРАЖ 2               | Христо Узунов         |

### Barbie
| Обработка           | Доли Медия Студио                    |
| ------------------- | ------------------------------------ |
| ПРЕВОДАЧ            | Нели Тотева                          |
| РЕЖИСЬОР НА ДУБЛАЖА | Даниела Горанова                     |
| ТОНРЕЖИСЬОРИ        | Валерия Крачунова Цветелина Цветкова |

## Барби Фейландия(2005)
„Барби Фейландия“ (на английски: Barbie Fairytopia) е американски анимационен филм от 2005 г. Това е първия филм от поредицата Фейландия. Филмът излиза на VHS и DVD през 8 март 2005 г.

#### Синхронен дублаж

##### Озвучаващи артисти
| Роля               | Изпълнител           |
| ------------------ | -------------------- |
| Елина              | Петя Абаджиева       |
| Бебъл              | Лий Токър            |
| Лаверна            | Тамара Войс          |
| Азура              | Светлана Смолева     |
| Хю                 | Христо Узунов        |
| Дендълайн          | Весела Хаджиниколова |
| Плесен             | Кристиян Фоков       |
| Далия              | Йоанна Микова        |
| Тролове            | Кристиян Фоков       |
| Принц Налу/Лакспур | Кирил Бояджиев       |
| Чиновник           | Стефан Стефанов      |
| Топаз              | Живка Донева         |
| Елфа 1             | Мария Сотирова       |
| Елфа 2             | Нина Гавазова        |
| Елфа 4             | Мария Сотирова       |
| Чародейка          | Петя Миладинова      |
| Руби               | Александър Воронов   |

##### Екип
| Обработка           | Доли Медия Студио |
| ------------------- | ----------------- |
| Преводач            | Мариана Загорска  |
| Укладка на текста   | Наталия Пенева    |
| Тонрежисьор         | Цветлина Цветкова |
| Режисьор на дублажа | Даниела Горанова  |

## Барби в приказния свят на русалките(2006)
„Барби в приказния свят на русалките“ (на английски: Barbie Fairytopia: Mermadia) е американски анимационен филм от 2006 г. Това е втория филм от поредицата Фейландия. Филмът излиза на DVD през 14 март 2006 г.

#### „Барби в приказния свят на русалките“ В България
Филмът има дублаж и на bTV.
| Преводач                  | Кристин Балчева                                                                  |
| Ролите озвучиха артистите | Десислава Знаменова Красимира Кузманова Тодор Близнаков Цанко Тасев Живка Донева |
| Тонрежисьор               | Радослав Колев                                                                   |
| Режисьор на дублажа       | Албена Павлова                                                                   |

## Барби във вълшебството на дъгата(2007)
„Барби и вълшебството на дъгата“ (на английски: Barbie Fairytopia: Magic of Rainbow) е американски анимационен филм от 2007 г. Това е третият филм от поредицата Фейландия. Филмът излиза на DVD през 13 март 2007 г.

#### „Барби във вълшебството на дъгата“ В България
Филмът има синхронен дублаж на български по bTV. Екипът се състои от:
| Пост                | Име                                                                           |
| ------------------- | ----------------------------------------------------------------------------- |
| Преводач            | Кристина Балчева                                                              |
| Режисьор на дублажа | Албена Павлова                                                                |
| Тонрежисьор         | Радослав Колев                                                                |
| Озвучаващи артисти  | Йорданка Илова Христина Ибришимова Христо Чешмеджиев Иван Райков Живка Донева |

## Барби в пеперудената фея(2008)
„Барби в пеперудената фея“ (на английски: Barbie Mariposa) е американски анимационен филм от 2008 г. Това е четвъртият филм от поредицата Фейландия. Филмът излиза на DVD през 26 февруари 2008 г.

#### Синхронен дублаж
Филмът има синхронен дублаж на български по bTV. Екипът се състои от:
| Преводач                  | Кристин Балчева                                                             |
| Ролите озвучиха артистите | Поля Цветкова-Георгиу Ася Рачева Иван Райков Христо Чешмеджиев Живка Донева |
| Тонрежисьор               | Наталия Василева                                                            |
| Режисьор на дублажа       | Албена Павлова                                                              |

## Барби и магията на Пегас(2005)
„Барби и магията на Пегас“ (на английски: Barbie and the Magic of Pegasus) е американски анимационен филм от 2005 г. Това е петият филм от поредицата Барби. Филмът излиза на VHS и DVD през 20 септември 2005 г.

#### Синхронен дублаж
Филмът е излъчен с дублаж по bTV.
| Преводач            | Кристин Балчева                                                            |
| Озвучаващи артисти  | Даниела Йорданова Иван Петрушинов Радослав Рачев Виктор Танев Живка Донева |
| Тонрежисьор         | Наталия Василева                                                           |
| Режисьор на дублажа | Албена Павлова                                                             |

## Дневниците на Барби(2006)
„Дневниците на Барби“ (на английски: The Barbie Diares) е американски анимационен филм. Той е шестият филм от поредицата Барби. Филмът излиза на DVD през 9 май 2006 г.

### Синхронен дублаж
Филмът има синхронен дублаж на български по bTV. Екипът се състои от:
| Преводач                  | Кристин Балчева                                                                 |
| Ролите озвучиха артистите | Десислава Знаменова Красимира Кузманова Вера Методиева Цанко Тасев Живка Донева |
| Тонрежисьор               | Радослав Колев                                                                  |
| Режисьор на дублажа       | Албена Павлова                                                                  |

## Барби в 12-те танцуващи принцеси(2006)
„Барби в 12-те танцуващи принцеси“ (на английски: Barbie in the 12 Dancing Princeses) американски анимационен филм. Той е седмият филм от поредицата Барби. Филмът излиза на DVD през 19 септември 2006 г.

### Синхронен дублаж
Филмът има синхронен дублаж на български по BTV.
| Преводач                  | Кристин Балчева                                                                          |
| Ролите озвучиха артистите | Десислава Знаменова Гергана Стоянова Александър Митрев Тодор Близнаков Даниела Йорданова |
| Тонрежисьор               | Наталия Василева                                                                         |
| Режисьор на дублажа       | Албена Павлова                                                                           |

## Барби в принцесата от острова(2007)
„Барби в принцесата от острова“ (на английски: Barbie as the Island Princess) американски анимационен филм. Той е осмият филм от поредицата Барби. Филмът излиза на DVD през 18 септември 2007 г.

### Синхронен дублаж
Филмът има синхронен дублаж на български по bTV. Екипът се състои от:
| Преводач                  | Кристин Балчева                                                               |
| Ролите озвучиха артистите | Йорданка Илова Христина Ибришимова Христо Чешмеджиев Иван Райков Живка Донева |
| Тонрежисьор               | Радослав Колев                                                                |
| ежисьор на дублажа        | Албена Павлова                                                                |

## Барби и диамантения дворец(2008)
„Барби и диамантения дворец“ (на английски: Barbie and the Diamond Castle) американски анимационен филм от 2008 г. Той е деветият филм от поредицата Барби. Филмът излиза на DVD през 9 септември 2008 г.

### Озвучаващи артисти
| Роля                                 | Изпълнител          |
| ------------------------------------ | ------------------- |
| Лиана/Барби                          | Христина Ибришимова |
| Лиана (песни)                        | Любена Нинова       |
| Алекса/Тереза                        | Биляна Петринска    |
| Тереза (песни)                       | Антоанета Георгиева |
| Мелъди/Стейси                        | Вилма Карталска     |
| Мелъди (песни)                       | Весела Делчева      |
| Лидия/Лидия (песни)                  | Милица Гладнишка    |
| Иън/Иън (песни)                      | Ненчо Балабанов     |
| Джереми                              | Илиян Пенев         |
| Джереми (песни)                      | Камен Асенов        |
| Слайдър и Кръчмар                    | Стефан Сърчаджиев   |
| Трол и Иконом                        | Христо Узунов       |
| Дори/Федра/ Прислужница и Стара жена | Антония Драгова     |

### Екип
| Обработка           | Арс Диджитал Студио      |
| ------------------- | ------------------------ |
| Преводач            | Ани Бахчеванова          |
| Режисьор на диалога | Богдан Богданов          |
| Музикален режисьор  | Десислава Софранова      |
| Звукорежисьор       | Георги Цветков           |
| Мишунг              | Благомир Алексиев – Миро |

## Барби с коледни песни(2008)
„Барби с коледни песни“ (на английски: Barbie in a Christmas Carol) американски анимационен филм от 2008 г. Той е десетият филм от поредицата Барби. Филмът излиза на DVD през 4 ноември 2008 г.

### Озвучаващи артисти
| Роля                                                                                 | Изпълнител          |
| ------------------------------------------------------------------------------------ | ------------------- |
| Барби/Идън Старлинг                                                                  | Христина Ибришимова |
| Идън Старлинг (песни)                                                                | Мелиса Лайънс       |
| Малката Идън (песни)                                                                 | Leanne Araya        |
| Катрин                                                                               | Ася Рачева          |
| Катрин (песни)                                                                       | Шаунта Флеминг      |
| Чъзълуит                                                                             | Катлин Бар          |
| Призракът на миналите Коледи/Ан и Нан                                                | Здрава Каменова     |
| Призракът на миналите Коледи (песни)                                                 | Leanne Araya        |
| Призракът на настоящите Коледи/Леля Мари Призракът на бъдещите Коледи и Г-жа Бийднел | Антония Драгова     |
| Призракът на настоящите Коледи (песни)                                               | Лиза Рот            |
| Призракът на бъдещите Коледи (песни)                                                 | Кели Биксби         |
| Тами                                                                                 | Татяна Етимова      |
| Тами (песни)                                                                         | Michael Ann Angone  |
| Морис                                                                                | Тодор Георгиев      |
| Морис (песни)                                                                        | Tom Fett            |
| Фреди                                                                                | Ненчо Балабанов     |
| Фреди (песни)                                                                        | Anthony Fett        |
| Ан/Нан (песни)                                                                       | Leanne Araya        |
| Директор на сиропиталището                                                           | Богдан Богданов     |

### Екип
| Обработка           | Арс Диджитал Студио      |
| ------------------- | ------------------------ |
| Преводач            | Босила Дончева           |
| Режисьор на диалога | Богдан Богданов          |
| Звукорежисьор       | Георги Цветков           |
| Мишунг              | Благомир Алексиев – Миро |

## Барби представя: Малечка-Палечка(2009)
„Барби представя: Малечка-Палечка“ (на английски: Barbie presents: Thumbelina) е американски анимационен филм от 2009 г. Той е единайсeтия филм от поредицата Барби. Филмът излиза на DVD през 17 март 2009 г.

## Синхронен дублаж

### Озвучаващи артисти
| Роля           | Изпълнител          |
| -------------- | ------------------- |
| Барби          | Христина Ибришимова |
| Палечка        | Нели Токмакчиева    |
| Макена         | Здрава Каменова     |
| Джанеса        | Йорданка Илова      |
| Крисела        | Росица Александрова |
| Вайълет/Емма   | Десислава Знаменова |
| Еван/Рик/Лукас | Александър Воронов  |
| Ванеса/Карла   | Ирина Маринова      |
| Мирон          | Христо Узунов       |
| Луи            | Стефан Сърчаджиев   |

### Екип
| Обработка           | Арс Диджитал Студио      |
| ------------------- | ------------------------ |
| Преводач            | Босила Дончева           |
| Режисьор на диалога | Богдан Богданов          |
| Мишунг              | Благомир Алексиев – Миро |

## Барби и трите мускетарки(2009)
„Барби и трите мускетарки“ (на английски: Barbie and the Three Musketeers) американски анимационен филм от 2009 г. Той е дванайсетия филм от поредицата Барби. Филмът излиза на DVD през 15 септември 2009 г.

### Синхронен дублаж
Филмът има синхронен дублаж на български от дублажното студио Александра Аудио. Екипът се състои от:
| Изпълнителен продуцент                        | Васил Новаков |
| Преводач                                      | Милена Васкова |
| Озвучаващи артисти                            | Христина Ибришимова Ива Апостолова Мина Костова Елена Бойчева Цветослава Симеонова Мариета Петрова Христо Димитров Тодор Георгиев Станимир Гъмов Христо Бонин Георги Георгиев Петър Бонев |
| Песните изпълняват                            | Венцислава Стоилова Преслава Васкова |
| Български текст на песните Музикална режисура | Десислава Софранова |
| Тонрежисьор                                   | Петър Костов |
| Режисьор на дублажа                           | Георги Стоянов |

## Барби в приказката за малката русалка(2010)
„Барби в приказката за малката русалка“ (на английски: Barbie in a Mermaid Tale) е американски анимационен филм от 2010 г. Той е тринайсетия филм от поредицата Барби. Филмът излиза на DVD през 9 март 2010 г.

### Синхронен дублаж
Филмът има синхронен дублаж на български от дублажното студио Александра Аудио. Екипът се състои от:
| Изпълнителен продуцент    | Васил Новаков |
| Преводач                  | Вилма Карталска |
| Ролите озвучиха артистите | Христина Ибришимова Василка Сугарева Поликсена Костова Елена Бойчева Златина Тасева Таня Етимова Мина Костова Николай Пърлев Явор Караиванов Петър Бонев Тодор Георгиев Милица Гладнишка |
| Песента изпълнява         | Весела Бонева |
| Музикална режисура        | Десислава Софранова |
| Тонрежисьор               | Стефан Стефанов |
| Режисьор на дублажа       | Петър Върбанов |

## Барби в приказната история за модата(2010)
„Барби в приказната история за модата“ (на английски: Barbie: A Fashion Fairytale) е американски анимационен филм от 2010 г. Той е четиринайсетия филм от поредицата Барби. Филмът излиза на DVD през 14 септември 2010 г.

### Синхронен дублаж
Филмът има синхронен дублаж на български от дублажното студио Александра Аудио. Екипът се състои от:
| Изпълнителен продуцент    | Васил Новаков |
| Преводач                  | Милена Васкова |
| Ролите озвучиха артистите | Христина Ибришимова Василка Сугарева Яна Маринова Елена Бойчева Таня Етимова Мина Костова Лина Шишкова Надя Полякова Николай Пърлев Росен Русев Явор Караиванов Петър Бонев Тодор Георгиев Милица Гладнишка |
| Песента изпълнява         | Весела Бонева |
| Музикална режисура        | Десислава Софранова |
| Тонрежисьор               | Стефан Стефанов |
| Режисьор на дублажа       | Петър Върбанов |

## Барби и тайната на феята(2011)
„Барби и тайната на феята“ (на английски: Barbie: A Fairy Sercet) е американски анимационен филм от 2011 г. Той е петнайсетия филм от поредицата Барби. Филмът излиза на DVD през 15 март 2011 г.

### „Барби и тайната на феята“ В България
Филмът има синхронен дублаж на български от дублажното студио Александра Аудио. В него участва Христина Ибришимова.

## Барби ученичка в академия за принцеси(2011)
„Барби ученичка в академия за принцеси“ (на английски: Barbie Princess Charm School) е американски анимационен филм от 2011 г. Той е шестнайсетия филм от поредицата Барби. Филмът излиза на DVD през 13 септември 2011 г.

### Синхронен дублаж
Филмът има синхронен дублаж на български от дублажното студио Александра Аудио. Екипът се състои от:
| Изпълнителен продуцент | Васил Новаков |
| Преводач               | Милена Васкова |
| Озвучаващи артисти     | Христина Ибришимова Василка Сугарева Живка Донева Поля Цветкова Нина Гавазова Елена Бойчева Яна Огнянова Златина Тасева Надя Полякова Веселин Калановски Стоян Цветков Лина Шишкова |
| Тонрежисьор            | Георги Тончев |
| Режисьор на дублажа    | Петър Върбанов |

## Барби в перфекната Коледа(2011)
„Барби в перфекната Коледа“ (на английски: Barbie: A Perfect Christmas) е американски анимационен филм от 2011 г. Той е седемнайсетия филм от поредицата Барби. Филмът излиза на DVD през 8 ноември 2011 г.

### „Барби в перфекната Коледа“ В България
На 17 декември 2011 г. Super 7 излъчи филма с български дублаж на телевизията. Екипът се състои от:
| Преводач                  | Даня Доганова                                                 |
| Ролите озвучиха артистите | Нина Гавазова Десислава Знаменова Виктор Танев Йорданка Илова |
| Тонрежисьор               | Елена Трайкова                                                |
| Режисьор на дублажа       | Анна Тодорова                                                 |